# Silkeborg IF
Silkeborg Idrætsforening, kurz Silkeborg IF oder SIF, ist ein dänischer Sportverein aus der Stadt Silkeborg in der Region Midtjylland. Der Verein ist vor allem für seine Fußballabteilung bekannt, die mit Unterbrechungen seit 1988 in der höchsten dänischen Spielklasse spielt und 1994 Meister wurde.

## Geschichte

### Gründung und Anfangsjahre
In Silkeborg bestimmte Anfang des 20. Jahrhunderts zunächst Silkeborg Idrætsforening Fremad das Sportgeschehen. Der Verein, in dem neben Leichtathletik auch Fußball, Cricket und Gymnastik praktiziert wurde, geriet jedoch 1915 in finanzielle Schwierigkeiten und musste aufgelöst werden. In der Folge gründete sich der Silkeborg Boldklub af 1916 als Fußballverein, welcher sich jedoch schon bald wieder eine breitere Aufstellung mit weiteren Sportlern wünschte. So wurde am 26. April 1917 zu einer Versammlung in das Hotel Højskolehjemmet eingeladen, bei der der Sportverein Silkeborg Idrætsforening af 1917 gegründet wurde.
Der Sportverein gewann von Jahr zu Jahr weiter an Mitgliedern und auch wenn im Verein wieder Cricket und Leichtathletik ausgeübt wurde, war der Fußball die Hauptaktivität der Sportler. Allerdings stellte sich der sportliche Erfolg zunächst nicht ein und der SIF musste sich in den 1930er Jahren mit lokalen Konkurrenten wie dem Alderslyst Boldklub (ABK) und Arbejdernes Idrætsklub (AIK) messen. Nachdem im April 1941 Alderslyst nach Silkeborg eingemeindet wurde, kam schließlich auch eine Zusammenlegung beider Vereine zum 1. Juli 1941 zustande und Silkeborg Idrætsforening legte die bis dahin getragene Jahreszahl aus dem Namen ab. Im Jahr darauf löste sich auch der AIK auf. Das Jahr stellte einen besonderen Punkt in der Vereinshistorie dar, da man 1942 auch in die höchste jütländische Spielklasse aufstieg. In den 1940er Jahren etablierte sich auch der Handball im Verein, der besonders bei den Frauen Erfolge brachte. 1946 wurde der Alderslyst Boldklub neu gegründet und in Silkeborg kehrte man daher zum alten Namen zurück: Silkeborg Idrætsforening af 1917.

### Weg in die Erstklassigkeit
In der Saison 1962 startete die erste Herrenmannschaft im Fußball erstmals in der 3. Division, stieg aber als Tabellenletzter wieder in die Jyllandsserie ab. Doch nachdem man 1965 erneut den Aufstieg in die 3. Division schaffte – welche mittlerweile auf zwei Staffeln aufgeteilt war – wurde man 1966 auf Anhieb Tabellenerster und stieg folglich in die 2. Division auf. Dort konnte Silkeborg sich zunächst für drei Jahre halten, erreichte 1970 aber den direkten Wiederaufstieg. Doch nach wechselhaften Erfolgen in den Vorjahren war 1976 mit nur fünf Siegen in 30 Partien der Abstieg besiegelt. Doch auch in der 3. Division konnte Silkeborg nicht mehr Fuß fassen und rutschte 1977 weiter in die viertklassige Danmarksserien ab.
Die Professionalisierung im dänischen Fußball machte auch vor Silkeborg nicht halt und so wurde am 21. April 1982 das Unternehmen SIF Support A/S gegründet, das für den professionellen Fußball im Verein verantwortlich sein sollte. Der angestrebte Aufstieg in die höheren Spielklassen, nach Jahren in der Danmarksserie, setzte auch tatsächlich ein. Die erste Mannschaft stieg 1982 in die 3. Division auf, während die zweite Mannschaft in die Jyllandsserie aufrückte. Im Jahr darauf folgte sofort der Durchmarsch in die 2. Division, womit man wieder in der zweithöchsten Spielklasse Dänemarks angelangt war. Der Erfolg riss nicht ab und 1984 wurde man Fünfter mit nur vier Punkten Rückstand auf den dritten Aufstieg in Folge.
Zur Saison 1987 wurde Viggo Jensen als Trainer verpflichtet. Für den früheren dänischen Nationalspieler war es die dritte Trainerstation. Nachdem man im vorherigen Jahr nur knapp die Klasse halten konnte, bewies Jensen seinen großen Einfluss und brachte die Mannschaft 1987 zum Gewinn der 2. Division. Der Aufstieg in die 1. Division galt als große Überraschung und ein Journalist des Politiken schrieb: „Det vil være en overraskelse, hvis Silkeborg får tilkæmpet sig et hjørnespark“ (Es wäre eine Überraschung, wenn Silkeborg einen Eckstoß gewinnt).

### Meisterschaft und Pokalsieg
Entgegen vieler Erwartungen stieg Silkeborg in der Saison 1988 nicht sofort wieder ab. Im Gegenteil: Silkeborg gewann ganze elf Partien, darunter auch mit 1:0 gegen Brøndby IF. Am Ende stand ein neunter Platz zu Buche. Es war erst der Auftakt zu einer Zeit, die später als goldene Periode im Verein betrachtet würde. Nach einem siebten Platz 1989 wurde 1990 der vierte Platz erreicht und man verpasste nur aufgrund der schlechteren Tordifferenz die Qualifikation für den UEFA-Pokal. Der größte Erfolg dieser Zeit folgte nur vier Jahre später. Die Superliga 1993/94 spielte zunächst eine Vorrunde unter den zehn Erstligisten aus. Schon diese gewann Silkeborg mit nur zwei Niederlagen, doch zählten die Punkte nur zur Hälfte in das Endergebnis ein. Doch auch in der Schlussrunde überzeugte die Mannschaft weiter, schlug etwa den FC Kopenhagen mit 5:0, und wurde am Ende dänischer Meister. Im dänischen Pokal schied man erst im Halbfinale aus.
Der Meistertrainer Bo Johansson verließ Silkeborg nach der Saison, doch mit einem dritten Platz 1995 gehörte die Mannschaft wieder zu den dänischen Top-Klubs und qualifizierte sich wieder für europäische Wettbewerbe. Bei der europäischen Premiere nach dem Meistertitel war Silkeborg noch in der Qualifikationsrunde der UEFA Champions League 1994/95 gescheitert. Beim UEFA-Pokal 1995/96 besiegte man den Crusaders FC und schied gegen Sparta Prag aus, konnte allerdings in Prag mit 1:0 gewinnen. 1996 war Silkeborg einer der Sieger des Intertoto Cups. Auch in den folgenden Jahren gehörte Silkeborg zu den besseren Mannschaften der Superliga, wie sich auch 1997/98 durch einen zweiten Platz hinter Brøndby bewies. Zudem hatte Silkeborg dreimal in Folge das Halbfinale des dänischen Fußballpokals erreicht. Ein letzter Höhepunkt dieser Zeit war noch die Saison 2000/01 unter Trainer Benny Johansen, in der Silkeborg Dritter der Liga wurde und im Pokalfinale AB Gladsaxe mit 4:1 schlug.

### Wandel zur Fahrstuhlmannschaft
Der Sommer 2001 bedeutete einen großen Umbruch im Verein. Trotz der vergangenen Erfolge war der Verein finanziell angeschlagen und musste sparen. Zeitgleich verließen wichtige Spieler wie Thomas Røll und Peter Kjær den Verein. Morten Bruun, der 13 Jahre für Silkeborg spielte und 424 Spiele bestritt, beendete seine Karriere. In den ersten 13 Spielen holte Silkeborg gerade einmal drei Punkte. Johansen gab den Trainerposten an Morten Bruun ab, der die Mannschaft noch auf den sicheren neunten Platz retten konnte. 2003 stieg Silkeborg jedoch nach 16 Jahren Erstklassigkeit wieder ab. Zwar schaffte der Verein den sofortigen Wiederaufstieg und hielt sich zwei Jahre im Mittelfeld der Liga; 2007 folgte aber erneut der Abstieg in die 1. Division. Silkeborg konnte sich wieder einmal zurückkämpfen und wurde 2011 Fünfter, doch folgte 2013 der dritte Abstieg aus der Superliga. Die nächsten Jahre pendelt der Klub als Fahrstuhlmannschaft ständig zwischen den beiden Ligen. Bis 2021 schafft er es in neun Spielzeiten zu vier Ab- und vier Aufstiegen.

### Reetablierung in der Superliga
Nach dem Aufstieg schaffte Silkeborg es 2021/22 als Sechster der Vorrunde knapp in die Meisterrunde und wurde abschließend Dritter. 21 Jahre nach dem Pokalsieg konnte man sich wieder für einen europäischen Wettbewerb qualifizieren. Auch in den folgenden Spielzeiten hielt sich Silkeborg erfolgreich im Mittelfeld der Superliga. Insbesondere im Pokal stach Silkeborg hervor. 2023 erreichte man das Halbfinale. 2024 gewann der Verein durch einen 1:0-Finalsieg über Aarhus GF zum zweiten Mal den Pokal. Auch 2025 stand man im Finale.

## Erfolge
- Dänischer Meister: 1994
- Dänischer Pokalsieger: 2001, 2024

## Saisonbilanzen
Bis 1995 galt die Zwei-Punkte-Regel. In den Spielzeiten 1991/92 bis 1994/95 fand eine Vorrunde statt, dessen Ergebnisse halbiert zur Schlussrunde dazuzählten.
| Saison | Höhe | Platz | Spiele | Tore  | Diff. | Punkte | Pokal         |
| --- | ---- | ----- | ------ | ----- | ----- | ------ | ------------- |
| \| Spielzeiten 1983 bis 2014/15[3] \| Spielzeiten 1983 bis 2014/15[3] \| Spielzeiten 1983 bis 2014/15[3] \| Spielzeiten 1983 bis 2014/15[3] \| Spielzeiten 1983 bis 2014/15[3] \| Spielzeiten 1983 bis 2014/15[3] \| Spielzeiten 1983 bis 2014/15[3] \| Spielzeiten 1983 bis 2014/15[3] \| \| Saison \| Höhe \| Platz \| Spiele \| Tore \| Diff. \| Punkte \| Pokal \| \| ------------------------------- \| ------------------------------- \| ------------------------------- \| ------------------------------- \| ------------------------------- \| ------------------------------- \| ------------------------------- \| ------------------------------- \| \| 1983 \| III \| 03. \| 30 \| 37:29 \| +8 \| 37 \| 1. Runde \| \| 1984 \| II \| 05. \| 30 \| 53:39 \| +14 \| 37 \| Achtelfinale \| \| 1985 \| II \| 10. \| 30 \| 48:47 \| +1 \| 27 \| 3. Runde \| \| 1986 \| II \| 11. \| 30 \| 34:42 \| −8 \| 27 \| 2. Runde \| \| 1987 \| II \| 01. \| 26 \| 54:22 \| +32 \| 41 \| Achtelfinale \| \| 1988 \| I \| 09. \| 26 \| 39:35 \| +4 \| 26 \| Achtelfinale \| \| 1989 \| I \| 07. \| 26 \| 31:29 \| +2 \| 25 \| Viertelfinale \| \| 1990 \| I \| 04. \| 26 \| 35:26 \| +9 \| 30 \| 3. Runde \| \| 1991 \| I \| 09. \| 18 \| 23:33 \| −10 \| 15 \| — \| \| 1991/92 \| I \| 06. \| 14 \| 13:20 \| −7 \| 22 \| 3. Runde \| \| 1992/93 \| I \| 05. \| 14 \| 17:17 \| +14 \| 23 \| 4. Runde \| \| 1993/94 \| I \| 01. \| 14 \| 23:15 \| +8 \| 31 \| Halbfinale \| \| 1994/95 \| I \| 03. \| 14 \| 23:16 \| +7 \| 24 \| Achtelfinale \| \| 1995/96 \| I \| 06. \| 33 \| 44:42 \| +2 \| 49 \| Viertelfinale \| \| 1996/97 \| I \| 06. \| 33 \| 51:55 \| −4 \| 45 \| Halbfinale \| \| 1997/98 \| I \| 02. \| 33 \| 55:31 \| +24 \| 63 \| Halbfinale \| \| 1998/99 \| I \| 09. \| 33 \| 52:53 \| −1 \| 44 \| Halbfinale \| \| 1999/2000 \| I \| 06. \| 33 \| 49:33 \| +16 \| 49 \| Achtelfinale \| \| 2000/01 \| I \| 03. \| 33 \| 49:36 \| +13 \| 56 \| Sieger \| \| 2001/02 \| I \| 09. \| 33 \| 41:50 \| −9 \| 32 \| Viertelfinale \| \| 2002/03 \| I \| 11. \| 33 \| 52:54 \| −2 \| 36 \| Achtelfinale \| \| 2003/04 \| II \| 01. \| 30 \| 70:25 \| +45 \| 67 \| Achtelfinale \| \| 2004/05 \| I \| 08. \| 33 \| 50:52 \| −2 \| 47 \| 4. Runde \| \| 2005/06 \| I \| 08. \| 33 \| 33:50 \| −17 \| 39 \| Achtelfinale \| \| 2006/07 \| I \| 12. \| 33 \| 34:60 \| −26 \| 22 \| 2. Runde \| \| 2007/08 \| II \| 03. \| 30 \| 60:33 \| +27 \| 57 \| 3. Runde \| \| 2008/09 \| II \| 02. \| 30 \| 68:27 \| +41 \| 69 \| 2. Runde \| \| 2009/10 \| I \| 08. \| 33 \| 47:51 \| −4 \| 43 \| Viertelfinale \| \| 2010/11 \| I \| 05. \| 33 \| 43:49 \| −6 \| 43 \| Achtelfinale \| \| 2011/12 \| I \| 08. \| 33 \| 51:47 \| +4 \| 39 \| Achtelfinale \| \| 2012/13 \| I \| 12. \| 33 \| 38:66 \| −28 \| 31 \| Achtelfinale \| \| 2013/14 \| II \| 01. \| 33 \| 67:38 \| +29 \| 66 \| 2. Runde \| \| 2014/15 \| I \| 12. \| 33 \| 26:59 \| −33 \| 14 \| Achtelfinale \| |      |       |        |       |       |        |               |
| 2015/16 | II   | 02.   | 33     | 59:29 | +30   | 63     | 3. Runde      |
| 2016/17 | I    | 09.   | 26     | 31:46 | −15   | 30     | Achtelfinale  |
| 2017/18 | I    | 11.   | 26     | 34:49 | −15   | 28     | Finale        |
| 2018/19 | II   | 01.   | 33     | 60:41 | +19   | 61     | 3. Runde      |
| 2019/20 | I    | 14.   | 26     | 31:55 | −24   | 16     | Viertelfinale |
| 2020/21 | II   | 02.   | 32     | 76:28 | +48   | 73     | 2. Runde      |
| 2021/22 | I    | 03.   | 32     | 54:37 | +17   | 49     | 3. Runde      |
| 2022/23 | I    | 09.   | 32     | 44:49 | −5    | 41     | Halbfinale    |
| 2023/24 | I    | 06.   | 32     | 39:59 | −20   | 36     | Sieger        |
| 2024/25 | I    | 07.   | 32     | 56:41 | +15   | 41     | Finale        |
| 2025/26 | I    |       |        |       |       |        | Teilnahme     |
| Spielzeiten 1983 bis 2014/15 |      |       |        |       |       |        |               |
| Saison | Höhe | Platz | Spiele | Tore  | Diff. | Punkte | Pokal         |
| 1983 | III  | 03.   | 30     | 37:29 | +8    | 37     | 1. Runde      |
| 1984 | II   | 05.   | 30     | 53:39 | +14   | 37     | Achtelfinale  |
| 1985 | II   | 10.   | 30     | 48:47 | +1    | 27     | 3. Runde      |
| 1986 | II   | 11.   | 30     | 34:42 | −8    | 27     | 2. Runde      |
| 1987 | II   | 01.   | 26     | 54:22 | +32   | 41     | Achtelfinale  |
| 1988 | I    | 09.   | 26     | 39:35 | +4    | 26     | Achtelfinale  |
| 1989 | I    | 07.   | 26     | 31:29 | +2    | 25     | Viertelfinale |
| 1990 | I    | 04.   | 26     | 35:26 | +9    | 30     | 3. Runde      |
| 1991 | I    | 09.   | 18     | 23:33 | −10   | 15     | —             |
| 1991/92 | I    | 06.   | 14     | 13:20 | −7    | 22     | 3. Runde      |
| 1992/93 | I    | 05.   | 14     | 17:17 | +14   | 23     | 4. Runde      |
| 1993/94 | I    | 01.   | 14     | 23:15 | +8    | 31     | Halbfinale    |
| 1994/95 | I    | 03.   | 14     | 23:16 | +7    | 24     | Achtelfinale  |
| 1995/96 | I    | 06.   | 33     | 44:42 | +2    | 49     | Viertelfinale |
| 1996/97 | I    | 06.   | 33     | 51:55 | −4    | 45     | Halbfinale    |
| 1997/98 | I    | 02.   | 33     | 55:31 | +24   | 63     | Halbfinale    |
| 1998/99 | I    | 09.   | 33     | 52:53 | −1    | 44     | Halbfinale    |
| 1999/2000 | I    | 06.   | 33     | 49:33 | +16   | 49     | Achtelfinale  |
| 2000/01 | I    | 03.   | 33     | 49:36 | +13   | 56     | Sieger        |
| 2001/02 | I    | 09.   | 33     | 41:50 | −9    | 32     | Viertelfinale |
| 2002/03 | I    | 11.   | 33     | 52:54 | −2    | 36     | Achtelfinale  |
| 2003/04 | II   | 01.   | 30     | 70:25 | +45   | 67     | Achtelfinale  |
| 2004/05 | I    | 08.   | 33     | 50:52 | −2    | 47     | 4. Runde      |
| 2005/06 | I    | 08.   | 33     | 33:50 | −17   | 39     | Achtelfinale  |
| 2006/07 | I    | 12.   | 33     | 34:60 | −26   | 22     | 2. Runde      |
| 2007/08 | II   | 03.   | 30     | 60:33 | +27   | 57     | 3. Runde      |
| 2008/09 | II   | 02.   | 30     | 68:27 | +41   | 69     | 2. Runde      |
| 2009/10 | I    | 08.   | 33     | 47:51 | −4    | 43     | Viertelfinale |
| 2010/11 | I    | 05.   | 33     | 43:49 | −6    | 43     | Achtelfinale  |
| 2011/12 | I    | 08.   | 33     | 51:47 | +4    | 39     | Achtelfinale  |
| 2012/13 | I    | 12.   | 33     | 38:66 | −28   | 31     | Achtelfinale  |
| 2013/14 | II   | 01.   | 33     | 67:38 | +29   | 66     | 2. Runde      |
| 2014/15 | I    | 12.   | 33     | 26:59 | −33   | 14     | Achtelfinale  |

 Dänischer Meister/Pokalsieger
 Aufstieg
 Abstieg

## Europapokalbilanz
| Saison  | Wettbewerb                    | Runde                  | Gegner                     | Gesamt    | Hin     | Rück          |
| ------- | ----------------------------- | ---------------------- | -------------------------- | --------- | ------- | ------------- |
| 1994/95 | UEFA Champions League         | Qualifikation          | Dynamo Kiew                | 1:3       | 0:0 (H) | 1:3 (A)       |
| 1995/96 | UEFA-Pokal                    | Vorrunde               | Crusaders FC               | 6:1       | 2:1 (A) | 4:0 (H)       |
| 1995/96 | UEFA-Pokal                    | 1. Runde               | Sparta Prag                | (a)2:2(a) | 1:0 (A) | 1:2 (H)       |
| 1996    | UEFA Intertoto Cup            | Gruppenphase           | Sporting Charleroi         | 4:2       | 4:2 (A) | 4:2 (A)       |
| 1996    | UEFA Intertoto Cup            | Gruppenphase           | Zagłębie Lubin             | 0:0       | 0:0 (H) | 0:0 (H)       |
| 1996    | UEFA Intertoto Cup            | Gruppenphase           | SV Ried                    | 3:0       | 3:0 (A) | 3:0 (A)       |
| 1996    | UEFA Intertoto Cup            | Gruppenphase           | Conwy United               | 4:0       | 4:0 (H) | 4:0 (H)       |
| 1996    | UEFA Intertoto Cup            | Halbfinale             | Uralmasch Jekaterinburg    | (a)2:2(a) | 2:1 (A) | 0:1 (H)       |
| 1996    | UEFA Intertoto Cup            | Finale                 | Segesta Sisak              | (a)2:2(a) | 2:1 (A) | 0:1 (H)       |
| 1996/97 | UEFA-Pokal                    | 1. Runde               | Spartak Moskau             | 3:5       | 2:3 (A) | 1:2 (H)       |
| 1997    | UEFA Intertoto Cup            | Gruppenphase           | Grazer AK                  | 0:2       | 0:2 (A) | 0:2 (A)       |
| 1997    | UEFA Intertoto Cup            | Gruppenphase           | NK Hrvatski dragovoljac    | 5:0       | 5:0 (H) | 5:0 (H)       |
| 1997    | UEFA Intertoto Cup            | Gruppenphase           | SC Bastia                  | 0:1       | 0:1 (A) | 0:1 (A)       |
| 1997    | UEFA Intertoto Cup            | Gruppenphase           | Ebbw Vale AFC              | 6:1       | 6:1 (H) | 6:1 (H)       |
| 1998/99 | UEFA-Pokal                    | 2. Qualifikationsrunde | NK Mura Murska Sobota      | 2:0       | 0:0 (A) | 2:0 (H)       |
| 1998/99 | UEFA-Pokal                    | 1. Runde               | AS Rom                     | 0:3       | 0:2 (H) | 0:1 (A)       |
| 2000    | UEFA Intertoto Cup            | 1. Runde               | Dnjapro-Transmash Mahiljou | 2:4       | 1:2 (A) | 1:2 (H)       |
| 2001/02 | UEFA-Pokal                    | 1. Runde               | Real Saragossa             | 1:5       | 0:3 (A) | 1:2 (H)       |
| 2022/23 | UEFA Europa League            | Play-offs              | HJK Helsinki               | 1:2       | 0:1 (A) | 1:1 (H)       |
| 2022/23 | UEFA Europa Conference League | Gruppenphase           | RSC Anderlecht             | 0:3       | 0:1 (A) | 0:2 (H)       |
| 2022/23 | UEFA Europa Conference League | Gruppenphase           | West Ham United            | 2:4       | 2:3 (H) | 0:1 (A)       |
| 2022/23 | UEFA Europa Conference League | Gruppenphase           | FCSB Bukarest              | 10:0      | 5:0 (H) | 5:0 (A)       |
| 2024/25 | UEFA Europa League            | 2. Qualifikationsrunde | Molde FK                   | 4:5       | 1:3 (A) | 3:2 (H)       |
| 2024/25 | UEFA Conference League        | 3. Qualifikationsrunde | KAA Gent                   | 4:5       | 2:2 (H) | 2:3 n. V. (A) |
| 2025/26 | UEFA Conference League        | 2. Qualifikationsrunde | KA Akureyri                | 4:3       | 1:1 (H) | 3:2 n. V. (A) |
| 2025/26 | UEFA Conference League        | 3. Qualifikationsrunde | Jagiellonia Białystok      | 2:3       | 0:1 (H) | 2:2 (A)       |

Gesamtbilanz: 44 Spiele, 15 Siege, 7 Unentschieden, 22 Niederlagen, 70:59 Tore (Tordifferenz +11)

## Kader der Saison 2025/26
Stand: 6. August 2025
| Nr. |            | Position | Name                 |
| --- | ---------- | -------- | -------------------- |
| 1   | Danemark   | TW       | Nicolai Larsen       |
| 2   | Danemark   | AB       | Andreas Poulsen      |
| 3   | Norwegen   | AB       | Robin Østrøm         |
| 4   | Portugal   | AB       | Pedro Ganchas        |
| 6   | Danemark   | MF       | Pelle Mattsson       |
| 8   | Danemark   | MF       | Jeppe Andersen       |
| 9   | Danemark   | ST       | Alexander Simmelhack |
| 10  | Danemark   | ST       | Younes Bakiz         |
| 14  | Danemark   | MF       | Sofus Berger         |
| 15  | Danemark   | ST       | Asbjørn Bøndergaard  |
| 16  | Danemark   | TW       | Bastian Holm         |
| 17  | Australien | ST       | Callum McCowatt      |
| 18  | Danemark   | AB       | Leonel Montano       |
| 19  | Danemark   | AB       | Jens Martin Gammelby |

| Nr. |          | Position | Name                       |
| --- | -------- | -------- | -------------------------- |
| 20  | Danemark | MF       | Mads Larsen                |
| 22  | Schweden | MF       | Rami Al Hajj               |
| 23  | Danemark | ST       | Tonni Adamsen              |
| 24  | Danemark | AB       | Alexander Priesborg Madsen |
| 25  | Schweden | AB       | Pontus Rödin               |
| 26  | Danemark | MF       | Mikkel Øxenberg            |
| 28  | Danemark | AB       | Simon Stüker               |
| 30  | Danemark | TW       | Aske Andrésen              |
| 33  | Danemark | MF       | Mads Freundlich            |
| 35  | Danemark | MF       | Sebastian Biller           |
| 36  | Danemark | MF       | Julius Lorents             |
| 40  | Danemark | AB       | Alexander Busch            |
| 41  | Danemark | MF       | Oskar Boesen               |

## Bekannte Spieler
- Lars Bastrup (1973–1974)
- Jakob Kjeldbjerg (1991–1993)
- Martin Laursen (1995–1998)
- Jonas Troest (2004–2006)
- Steffen Ernemann (2008–2009)
- Thomas Bælum (2009–2011)
- Marvin Pourie (2011–2013)
- Alexander Lind (2019–2024)

## Bekannte Trainer
- Viggo Jensen (1987–1992, 2002–2006, 2012–2013)
- Bo Johansson (1992–1994)
- Preben Elkjær Larsen (1995–1996)
- Sepp Piontek (1997–1999)

## Andere Sportarten
- Badminton
- Handball
- Minigolf
- Radfahren